# Castello di Serravalle
Castello di Serravalle là một đô thị ở tỉnh Bologna vùng Emilia-Romagna của Ý, có vị trí khoảng 25 km về phía tây nam của Bologna. Tại thời điểm ngày 31 tháng 12 năm 2004, đô thị này có dân số 4.400 người và diện tích là 39.2 km².
Đô thị Castello di Serravalle có các frazioni (Đơn vị trực thuộc, chủ yếu là các làng) Bersagliera, Castelletto, Fagnano, Mercatello, Ponzano - Maiola, Rio ca' de' fabbri, Sant'Apollinare, Tiola, và Zappolino.
Castello di Serravalle giáp các đô thị sau: Guiglia, Monte San Pietro, Monteveglio, Savignano sul Panaro, Savigno, Zocca.